# Lucidina accensa
Lucidina accensa is een keversoort uit de familie glimwormen (Lampyridae). De wetenschappelijke naam van de soort werd voor het eerst geldig gepubliceerd in 1883 door Gorham.